# أدب بحريني

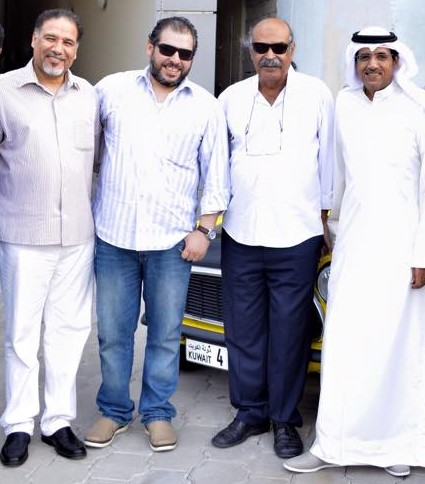
شعراء البحرين

الأدب في البحرين عبارة عن جزء من مناخ خليجي، قد يتفاوت من حيث الشكل والمضمون، لكنه يخضع لتأثر إقليمي واضح، إلا أن الخصائص البحرينية من ارتباط حضاري قديم منذ حضارة دلمون وتيلس وهجر وأوال، وغيرها من الحضارات التي كانت متصلة بالحضارة البابلية، بجانب كون البحرين جزيرة وميناء يتوافد عليه العديد من الجنسيات والثقافات، جعل من هذا الأدب يتشكل في بيئة ذات طابع متنوع، وجعلها منفتحة على الأشكال الفنية المتنوعة، مع تقبل الجديد.

## أدباء من البحرين
أنجبت البحرين عدداً كبيراً من الأدباء في مختلف الأجناس الأدبية، ومن أبرزهم في إبداع الشعر:
علي عبد الله خليفة:
وركّز علي خليفة في أشعاره البدايات على إبراز صراع الإنسان الفقير في الخليج مع البحر والظلم عبر قناع تاريخي وهو “تراث البحر”، فجاءت صوره تجسيماً مؤثراً لأجواء البؤس والعذاب وتصويراً حياً للتمزق الذي يعانيه الإنسان في ظل هذه الأجواء حيث أبرزت بوضوح موقفه تجاه هذا الجهد الإنساني الضائع من جراء سطوة المتاجرين بقوت العاملين في استخراج اللؤلؤ من البحر تحت أقسى الظروف وأمر العيش.
وبرزت في قصائده رؤية سياسية واضحة، مستقاة من نماذج المقاومة والتضحية في تاريخ الحركات الشعبية في البحرين، وأبعاد رمزية من التراث الحضاري القديم كأسطورة دلمون “أسطورة الخلود” السومرية:
انطفأت في عتمة الجب عيون النهار
و”دلمون” التي كانت بها بكارة الحياة
جارية مفرودة الساقين للشرطة والأغراب والمتاجرين.
يلتهب الجرح الذي تخثر البحر على أشداقه،
يلتهب الجرح ومن قلبها
يستل “أنكي” بغتة الانتفاض
يظل منه في حشاها اختمار
ومولد اللحظة ومض في جبين الرماد.
ولم يكن ديوانه الأول “أنين الصواري” تعبيراً عن صراع الإنسان مع واقعه فحسب بل عبر كذلك عن تجربة الشاعر في بحثه عن الحب كقيمة إنسانية.
قاسم حداد:
يأتي قاسم حداد كعلامة مضيئة إذ وسع المسار الشعري الجديد وأكد بأن الأدب ما هو إلا توصيل واكتشاف مستمر. يتجه قاسم في مجموعته الأولى ” البشارة” 1970 إلى التعبير عن قضية الإنسان، متخذاً في ذلك أسلوباً نضالياً مطبوعاً بالصراحة والوضوح، معولاً على الرمز كمنبع لإرواء قصائده بأبعاد فنية تعبر عن رؤية سياسية متفائلة إلى حد بعيد.
هكذا كانت الرؤيا في البشارة رومانسية شفافة تتماشى وطفولته المرحلة الشعرية وبراءتها (النسر الكبير الذي يعلن موت الغروب، الأطفال الذين يحطمون أسوار التاريخ الفاسدة، الطوفان الذي يغسل الأرض ويكتسح حديد السجن ليخلص القمر الحزين ويزرع في العالم السلام…) ومع هذه الرؤيا يطل الحب متردداً قلقاً موزعاً بين العاطفة والقضية.
فجأة تصبح “البشارة” مرحلة تفصل بينها وبين المجموعة التالية “خروج رأس الحسين من المدن الخائنة” مسافة طويلة، فالقصيدة في المجموعة الأخيرة عافت تلك الروح الرومانسية، فأصبحت تنظر إلى الواقع بوعي وتطل على المستقبل برؤية ناضجة، إن الخروج من دائرة البشارة مواجهة حقيقية للمستقبل كان على الشاعر أن يعبرها مختاراً إلا أن يتمنى ويحلم.
علوي الهاشمي:
"صوت ثالث متفرد في حركة الشعر الشابة ذو منبت رومانسي، وما تزال الغنائية تلوّن قصائده حتى في حالات الفضح والتعرية لواقعه المستكين، تشعرك قصائده أنك أمام شاعر يمتلك السيطرة على اللغة والموسيقى ونقل تجربته بصدق عبر ألفاظ رقيقة موحية وعبارة بسيطة التركيب.
ومن أنضج قصائد مجموعته الأولى “من أين يجيء الحزن” 1972 قصيدة الطوفان التي حاول الشاعر فيها أن يحقق موروثاً شعرياً عن طريق العلاقة بين الماضي والحاضر فحاول أن يوصل بين الجد المتمرد والابن الثائر".
ودخلت ميدان الحركة الشعرية بعد هؤلاء الثلاثة مجموعة من الشباب تميزت أصواتهم بالتنوع والطموح نحو التجديد وأبرزهم يعقوب المجرفي وعبد الحميد القائد وعلي الشرقاوي ويمتاز هؤلاء الثلاثة (المجرقي والقائد والشرقاوي) بكثرة عطائهم واستمرار تدفقه، ويلتقون في وجهة واحدة هي بحثهم الدائب عن لغة جديدة وصور مستحدثة ومفردات غير مستهلكة، يفرغون فيها معاناتهم النفسية والفكرية.
وهم في أساليبهم يهدفون إلى إثارة المتلقي ومحاولة هزّه من الداخل بطرائق مختلفة تجعله في حالة قلق واستفهامات ملحة لما وراء القصيدة وصورها الشعرية وأصواتها الداخلية ومفرداتها الغريبة، كاللجوء إلى تكثيف الصورة مثلاً وتعميق بعدها الشعوري.
مسرحيو البحرين
شعراء البحرين
روائيو البحرين
نقاد البحرين
سينمائيو البحرين